# Galopprennbahn Riem

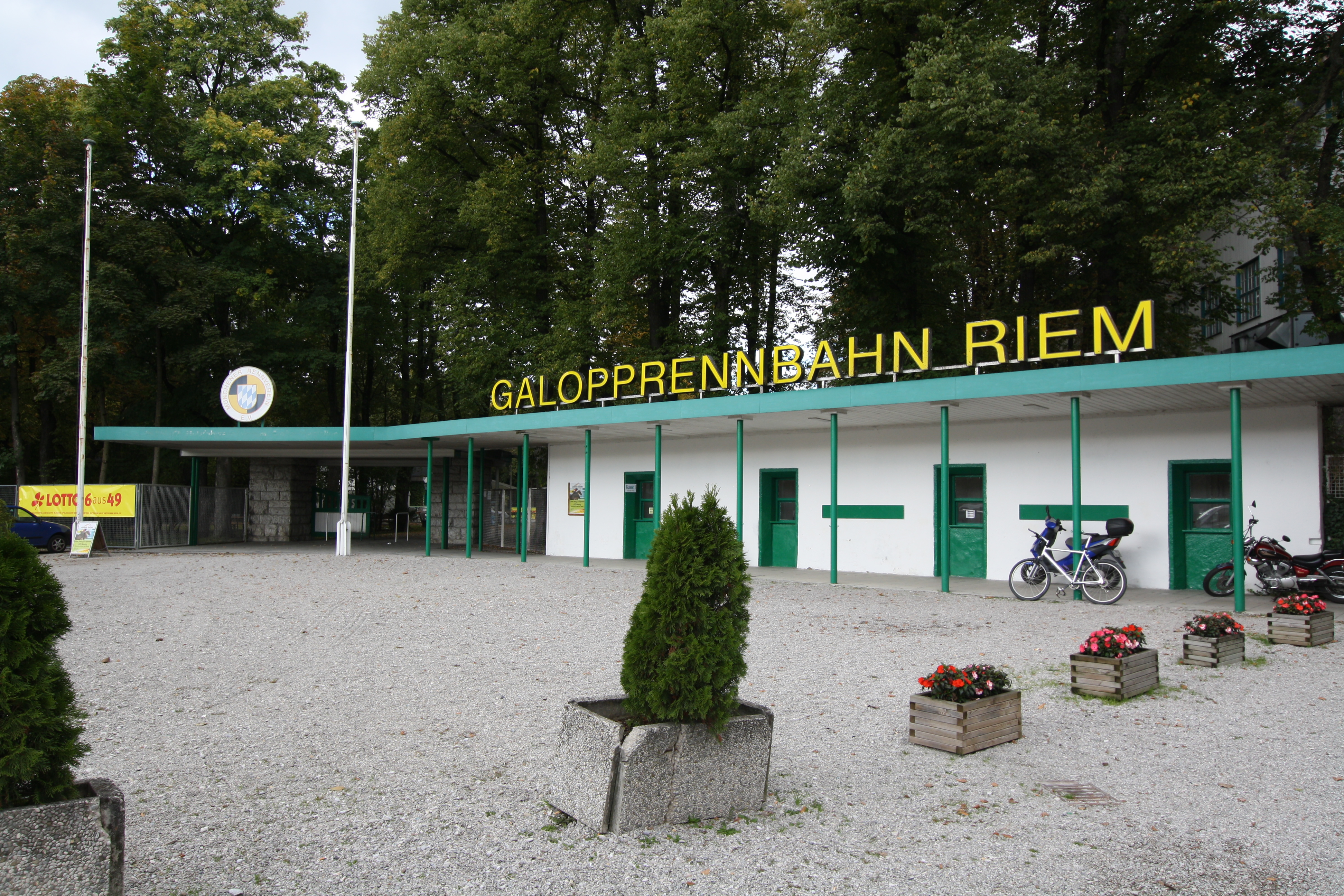
Galopprennbahn Riem

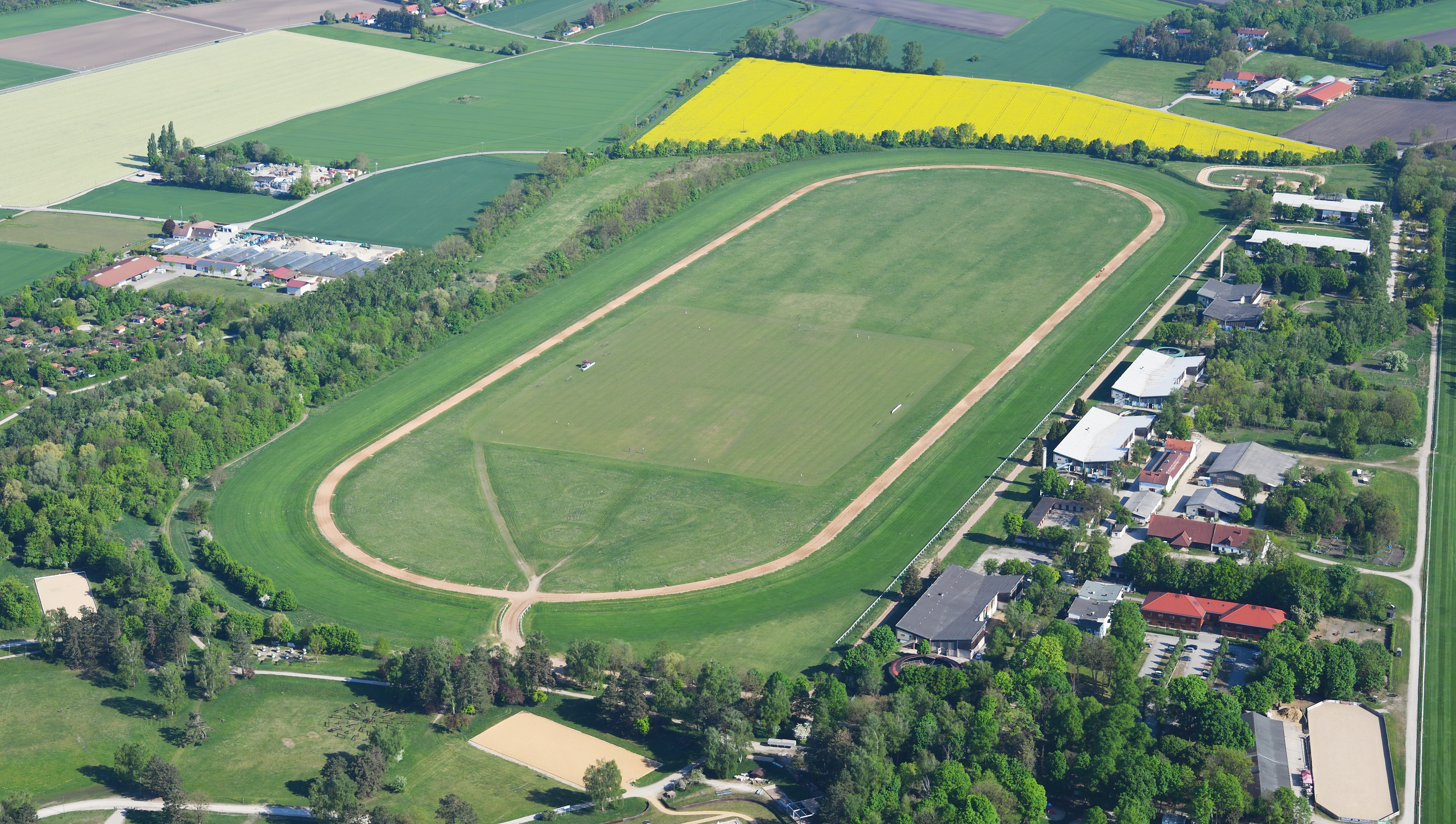
Galopprennbahn Riem aus der Luft

Waagegebäude

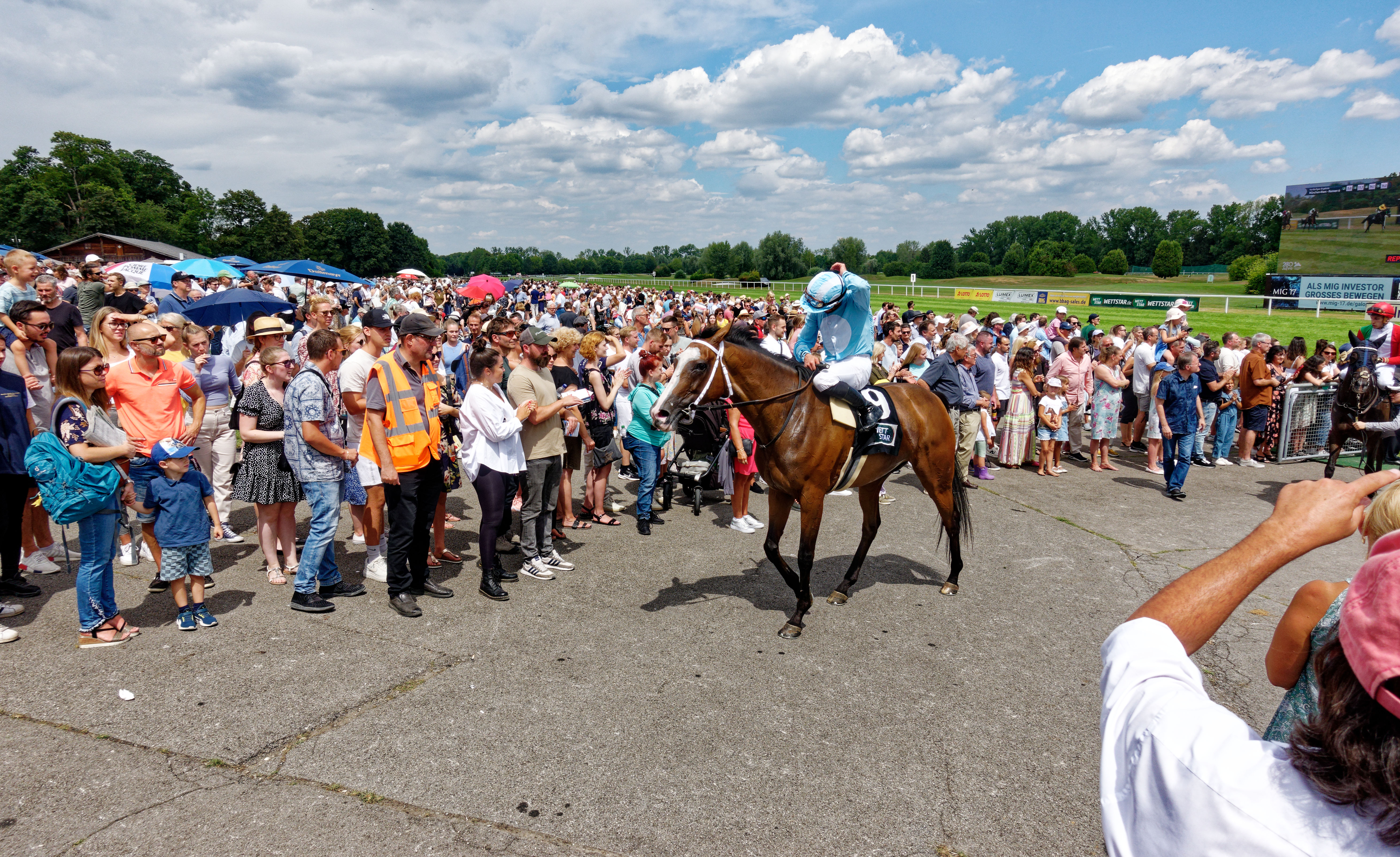
Die Pferde im Spalier der Zuschauer

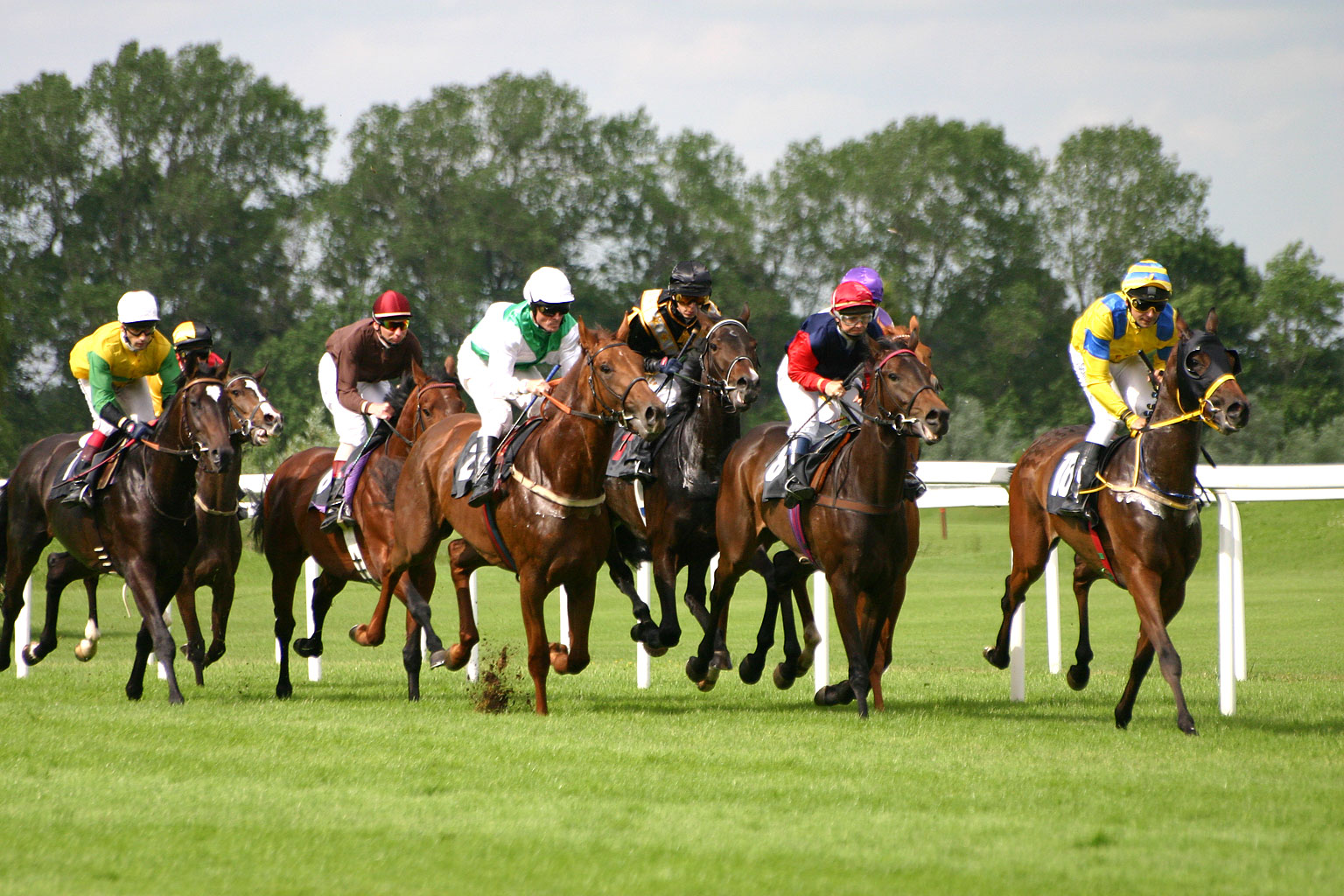
Pferderennen

Die Galopprennbahn Riem wird seit 1897 vom 1865 gegründeten Münchener Rennverein betrieben. In früherer Zeit wurden Pferderennen in München auf der weltweit bekannten Theresienwiese oder auf dem Oberwiesenfeld ausgetragen. Später befand sich eine Rennbahn hinter der Friedenheimer Brücke. An der Agnes-Bernauer-Straße gab es aus dieser Zeit noch bis Anfang der 2000er Jahre eine Wirtschaft Zur Rennbahn. Die Rennbahn Riem ist heute die bayernweit einzige Galopprennbahn und beheimatet das deutschlandweit zweitgrößte Trainingsquartier. Zudem ist die Bahn eine der bedeutendsten in Deutschland.

Die Bahn hat einen Umfang von ca. 1860 m, die Rennstrecken betragen 1000 m (Gerade Bahn) bis 2800 m in Flachrennen. 

## Geschichte

### 1895–1914 - Endlich in Riem
Am 25. Mai 1895 wurde in der Jahreshauptversammlung des Münchener Rennvereins der Erwerb eines 55 Hektar großen Geländes in Riem beschlossen. Für die Errichtung der Rennbahn wurde der Hamburger Garteningenuer Rudolph Jürgens, der bereits zwei weitere Rennbahnen in Hamburg und Berlin geplant und erbaut hatte, engagiert. 449.349 Mark kostete der Bau der Bahn und Tribünen. Am 27. Mai 1897 wurde die Rennbahn unter Anwesenheit von unter anderen Prinzregent Luitpold eröffnet. Im Zuge des zweitägigen Meetings fand auch der Preis der Stadt München statt, der mit insgesamt 6150 Mark dotiert war - damals eine Rekorddotation. Die Rennbahn entwickelte sich zu einem beliebten Ausflugsziel und der sich verändernde Pferdesport sorgte ebenfalls dafür, dass sich das Dorf Riem wandelte.
Bei einem Rennen am 23. Juni 1899 stürzte Herzog Siegfried in Bayern (1876–1952) auf der Galopprennbahn München Riem so unglücklich, dass er bleibende Hirnschäden erlitt und geisteskrank wurde.
Von anfangs vier Renntagen wuchs die Anzahl der Veranstaltungen kontinuierlich auf 13 im Jahr 1913. Ab 1902 gab es eine elektrische Zeitmessung, 1903 wurden zusätzlich zur Sandtrainingsbahn noch drei Grastrainingsbahnen errichtet und 1905 wurde eine Bewässerungsanlage für die Flachbahn installiert. Sportlich gesehen gab es ab 1900 tolle Neuigkeiten: das „Bayerische Zuchtrennen“ wurde als klassische Zuchtprüfung ausgetragen und mit 10.000 Mark dotiert. 1905 wurde dann das Flieger-Rennen über 1.400 Meter mit 50.000 € ausgestattet und als „Bayern-Preis“ ins Programm aufgenommen, der viele namhafte Pferde anzog, jedoch nach fünf Jahren nicht mehr finanzierbar war.
Das Gelände wurde außerhalb des Rennbetriebs auch für Modeschauen oder 1908 für eine Flugschau zur Verfügung gestellt.

### 1914–1932 - Kriegszeiten und langsamer Niedergang
Nach der Kriegserklärung Österreichs an Serbien fanden ab Sommer 1914 bis 1915 in ganz Deutschland keine Rennen mehr statt. München zählte zu den ersten fünf Rennbahnen, die wieder versuchten den Rennbetrieb aufzunehmen. König Ludwig III. war schon immer Gönner und Mitglied des Münchener Rennvereins und sorgte dafür, dass der Rennbetrieb in den Folgejahren aufrechterhalten werden konnte. In Zeiten der Revolution hatten Pferderennen enormen Zulauf. Bis 1923 konnte dadurch die Anzahl der Renntag auf 17 erhöht werden. Durch die Hyper-Inflation 1923 und die darauf folgenden Krise hatte der Münchener Rennverein in den folgenden Jahren mit unter anderem einem Starterschwund und daraus resultierend Zuschauerschwund zu kämpfen. Ab Mitte des Jahres 1931 fanden bis 1932 keine Rennen in München mehr statt.

### 1933–1945 - Im Dritten Reich
1934 fand erstmals der „Große Preis um das Braune Band“ statt und war im ersten Jahr mit 19.500 Mark dotiert. Christian Weber war zu dieser Zeit Vorsitzender des Rennvereins und machte mit Hilfe von finanziellen Mitteln dank seines guten Kontaktes in die Politik Riem zum bedeutendsten Rennplatz neben Berlin. 1935 konnte das Braune Band bereits mit 50.000 Mark ausgeschrieben werden, im Jahr darauf sogar mit 100.000 Mark (höher als das Derby mit 70.000 Mark). Auch stieg die Anzahl der Renntage wieder: 1934 gab es 8 Renntage, 1937 dann bereits 26. 1942 gab es dann allein schon 28 Wiesenveranstaltungen zum Oktoberfest - zusätzlich zu den 22 normalen Renntagen über das Jahr. Die Ära „Weber“ fand 1945 ein Ende, als er von der US-Army verhaftet wurde.

### 1946–1948 - Neuanfang und Deutsches Derby
Die Rennbahn und die Stallungen waren im Krieg weitestgehend verschont geblieben, was zu einem Zuwachs an Trainer und Trainingspferden führte. Die „Commission für Vollblutzucht und Rennen“ sollte den lokalen Rennbetrieb wieder in Schwung bringen, was sich als nicht so einfach erwies. Die Trainingszentrale indes zählte 320 Pferde auf den Trainingslisten - die Ställe waren voll. Am 22. April 1946 fand dann der erste Renntag im Westen nach Kriegsende statt. Am 15. September wurde das Bayerische Derby erstmals als Deutsches Derby ausgetragen, das normalerweise in Hamburg stattfindet. Da die Bahn in Hamburg-Horn aber deutlich mehr Schaden im Krieg erlitten hatte als die Riemer Bahn, war die Durchführung des Deutschen Derbys dort nicht möglich. Der Sieger des „Münchener Derbys“ 1946: Solo, im Training von Max Schmidt und geritten von Gerhard Streit. Die Währungsreform 1948 von Reichsmark auf Deutsche Mark führte nach einigen erfolgreichen Jahren jedoch zu neuen Sorgen.

### 1948–1965 - Schwere Zeiten und ein Hoffnungsschimmer
Ende der 40er Jahre ging München bei der Vergabe der klassischen und großen Rennen leer aus, dennoch fanden mehr als 30 Renntage statt. Im Laufe der Saison fanden dann auch wieder Trabrennen während eines Renntages auf der Galopprennbahn München-Riem statt, da es bald schon nicht mehr genügend Starter für die Anzahl der ausgeschriebenen Galopprennen gab. 1953 veranstaltete Riem dann bereits jedes Wochenende der Saison und kam somit auf 36 Renntage. 1950 wurde der Große Preis der Deutschen Industrie und Wirtschaft mit 35.000 Mark dotiert und wurde somit direkt nach dem Derby gelistet. In den Folgejahren schmolz die Dotierung jedoch - 1955 auf 12.000 Mark. 1956 konnten Zuschüsse erreicht werden, die dazu führten, das Rennpreisniveau nach und nach wieder zu heben, dennoch endeten viele Rennjahre auf Grund unterschiedlicher Ursachen mit einem Verlust.
Zum 100-jährigen Jubiläum des Münchener Rennvereins fand ein großer Renntag statt mit unter anderem dem Jubiläumspreis (40.000 Mark), dem Bayerischen Zuchtrennen (22.000 Mark), sowie dem Deutschen Grasbahn-Jubiläumspreis der Traber (20.000 Mark). Der Renntag war ein voller Erfolg mit Rekordbesucherzahlen.

### 1966–1999 - Olympia - auf dem Weg zu neuen Höhen

Haupttribüne der Galopprennbahn

Die Vergabe der Olympischen Spiele nach München bedeutete für den Münchener Rennverein eines: den Verkauf von 55 ha Vereinsgrund an die Olympia Baugesellschaft, die dort ein Reitstadion sowie eine Reitanlage - die Olympia-Reitanlage - bauen sollte. Ebenfalls neu erbaut wurden eine neue Tribüne auf der Rennbahn, Stallungen mit 200 Boxen sowie eine Pferdeklinik. Auch wurde über die Finanzierung eines Olympia-Preises verhandelt. Die erste Edition fand 1966 statt und war mit 30.000 Mark sogar bereits höher dotiert als das Bayerische Zuchtrennen, das ebenfalls am 17. Juli stattfand. 1972 war der Olympia-Preis dann mit 250.000 Mark ausgeschrieben und somit das dritthöchst dotierte Rennen was dazu führte, dass Weltklasse-Pferde nach München-Riem kamen. (Nur das Derby in Hamburg-Horn mit 284.950 D-Mark und der Preis von Europa mit 436.800 D-Mark waren wertvoller. Der Große Preis von Baden, das renommierteste deutsche Galopp-Rennen war mit 200.000 D-Mark geringer dotiert.) Sieger war der Schlenderhaner Hengst Lombard, der in diesem Rennen seine wohl beste Leistung zeigte, mit Fritz Drechsler im Sattel vor Tarim, dem Derbysieger von 1972, geritten vom legendären Lester Piggott, und der Stute Rocaille aus dem Besitz der Münchnerin Anneliese Seitz.
1972 wurden außerdem die beiden Hauptrennen – der Große Hertie-Preis und das Bayerische Zuchtrennen – in das europäische Gruppe-Rennen-Programm aufgenommen. Erstmals gewann in diesem Jahr ein späterer Derbysieger den Großen Hertie-Preis. Durch den Anstieg der Dotierung auf 125.000 Mark wurde der Große Hertie-Preis 1977 ein Gruppe II Rennen. das generelle Ansteigen der Rennpreise führte abermals dazu, dass die besten Pferde immer öfter nach München kamen. 1985 wurde das Bayerische Zuchtrennen erstmals nicht mehr nur für dreijährige Pferde ausgeschrieben und mit 170.000 Mark ausgestattet. Seit 1990 ist das Bayerische Zuchtrennen ein Gruppe-I-Rennen, der höchsten Klasse des Rennsports. Es wird seit 1996 als Großer Dallmayr-Preis gelaufen und zieht jährlich bis zu 20.000 Menschen auf die Bahn.

### Die 2000er - Neue Herausforderung
2005 wurden die letzten Hindernisrennen in Riem gelaufen. 2010 holte der neu gewählte Präsident Norbert Poth ein weiteres Gruppe III-Rennen nach Riem, die Europa-Meile, ein paar Jahre später dann die Silberne Peitsche. Mit dem Bayern-Pokal (Großer Preis von Bayern) wurde München 2012 die einzige Rennbahn Deutschlands, die zwei Gruppe-I-Rennen austrägt. Die besten Pferde Europas starten regelmäßig in München-Riem. In der Trainingszentrale sind momentan 6 Trainer beheimatet - Michael Figge, Sarah Steinberg, die 2022 mit Mendocino den Großen Preis von Baden und 2023 mit Fantastic Moon das Deutsche Derby gewinnen konnte, Karoly Kerekes, John Hillis, Werner Glanz und Jutta Mayer.
In der Nacht zum 25. Februar 2022 kam es zu einem Großbrand mit hohem Sachschaden an der Clubtribüne.

## Gruppe-Rennen
Von den sieben in Deutschland durchgeführten Gruppe-I-Rennen werden zwei in München gelaufen, der Große Dallmayr-Preis - Bayerisches Zuchtrennen über 2000 m (Ende Juli/Anfang August), sowie der Große Preis von Bayern über 2400 m, beide für dreijährige und ältere Pferde. Hier sind immer europäische Spitzengalopper am Start. So verfolgte z. B. bei seinem ersten (und bisher einzigen) deutschen Rennbahnbesuch Karim Aga Khan IV., einer der weltweit größten Rennstallbesitzer, den Sieg seiner Schimmelstute Timarida, die diesem Sieg noch weitere Gruppe I-Siege rund um die Welt folgen ließ.
Der Höhepunkt der Frühjahrssaison ist das Bavarian Classic Gruppe III – 1969 erstmals als Großer Hertie-Preis gelaufen, wie das Rennen dann viele Jahre lang hieß. Es hat sich rasch als eine wichtige Derby-Vorprüfung etabliert: die ersten fünf Sieger im Hertie-Preis gewannen auch anschließend das Bayerische Zuchtrennen (damals auch gerne Bayerisches Derby genannt), bis Athenagoras, der Sieger im sechsten Jahr, das Deutsche Derby in Hamburg gewann. Diesem Beispiel folgten Acatenango 1985 und Samum 2000. Auch 2005 war der überlegene Sieger dieses Rennens, Arcadio, einer der Hamburger Favoriten. Einer der erfolgreichsten Galopper aller Zeiten, Monsun aus dem Münchner Gestüt Isarland gewann hier ebenfalls den Großen Hertie Preis und sicherte sich so einen Triumph vor heimischen Publikum. Mittlerweile ist Monsun weltweit einer der erfolgreichsten Deckhengste aller Zeiten.

### Gruppe-I-Rennen

#### Großer Dallmayr-Preis
Münchens Saisonhighlight, wenn man die Besucherzahl nimmt, ist eindeutig der Große Dallmayr-Preis, das erste Gruppe-I-Rennen in München. Bis zu 20.000 Besucher strömen jährlich Ende Juli auf die Galopprennbahn und durften schon viele bekannte Pferde bestaunen und gewinnen sehen. Der erste Sieger, seitdem das Rennen als Großer Dallmayr-Preis ausgetragen wird, war 1996 die Stute Timarida (Besitzer: H. H. Aga Khan) unter Jockey J.P. Murtagh und trainiert von John Oxx. Der Hengst Soldier Hollow des Gestüts Park Wiedingen ging sogar zweimal als Sieger aus dem Gruppe-I-Rennen hervor (2005, 2007). Geritten wurde er bei seinem 2007er Sieg von Andrasch Starke, der den Großen Dallmayr-Preis bereits fünf Mal gewinnen konnte (1997, 2006, 2007, 2012, 2013). Siegtrainer von Soldier Hollow war Peter Schiergen, der ebenfalls auf fünf Siege kommt (1999, 2005, 2007, 2013, 2022).

##### Siegerliste Großer Dallmayr-Preis
*1985–1989 als Großer Amdahl Deutschland-Pokal, 1990–1992 als Großer Mercedes Benz-Preis, 1994 als Preis des Gestüts Ammerland, 1995 als Dr. Poth Gruppe-I-Rennen gelaufen.
| Jahr | Pferd              | Jockey              | Trainer              | Besitzer                       |
| ---- | ------------------ | ------------------- | -------------------- | ------------------------------ |
| 1960 | Ankerkette         | H. Bollow           | H. Blume             | Gestüt Asta                    |
| 1961 | Rosenwirt          | H. Grotjahn         | K. Keim              | Stall Diana                    |
| 1962 | Liebeschor         | F. Drechsler        | M. Graf Lehndorff    | Gestüt Röttgen                 |
| 1963 | Belos              | G. Streit           | V. Seibert           | Gestüt Waldfried               |
| 1964 | Illetlen           | W. Sonntag          | E. Sechser           | E. Fürst Oettingen-Wallerstein |
| 1965 | Mioro              | G. Streit           | V. Seibert           | Gestüt Waldfried               |
| 1966 | Nem i gaz          | M. Gelics           | J. Stricula          | Stall Porva                    |
| 1967 | Daimyo             | F. Drechsler        | H. Jentzsch          | Gestüt Schlenderhan            |
| 1968 | Bacchus            | F. Drechsler        | H. Jentzsch          | J. Harzheim                    |
| 1969 | Traminer           | O. Langner          | S. V. Mitzlaff       | Gestüt Zoppenbroich            |
| 1970 | Segnes             | H. Ziese            | W. Heßler            | Fr. J.A. Eichmann              |
| 1971 | Wanderu            | P. Alafi            | B. Schütz            | Gestüt Waldfried               |
| 1972 | Boris              | F. Drechsler        | H. Jentzsch          | Gestüt Schlenderhan            |
| 1973 | Mirando            | F. Drechsler        | H. Jentzsch          | Gestüt Fährhof                 |
| 1974 | Benedikt           | P. Alafi            | B. Schütz            | Stall Konstantin               |
| 1975 | Gernegroß          | D.K. Richardson     | A.P. Schlaefke       | B. Frfr. V. Stengel            |
| 1976 | Oliver             | D.K. Richardson     | A.P. Schlaefke       | H.A. Koelble & A.W.H. Roemmers |
| 1977 | San Vincente       | G. Cadwaladr        | A. Wöhler            | Gestüt Fährhof                 |
| 1978 | Justus             | O. Gervai           | F. Drechsler         | Stall Bug Windeck              |
| 1979 | Imperial Fling     | St. Cauthen         | Th. Jones            | Dr. C. Vittadini               |
| 1980 | Senator            | D. Gronendahl       | H. Bollow            | Fr. H. Schulz-Botenwerfer      |
| 1981 | Index              | Manfred Hofer       | H. Jentzsch          | Gestüt Schlenderhan            |
| 1982 | Anno               | S. Klein            | H. Jentzsch          | Gestüt Schlenderhan            |
| 1983 | Tarsus             | H.P. Ludewig        | P. Lautner           | Stall Berbuk                   |
| 1984 | Daun               | P. Gibson           | Th. Grieper          | Gestüt Röttgen                 |
| 1985 | Lirung             | A. Tylicki          | H. Jentzsch          | Gestüt Fährhof                 |
| 1986 | Highland Chieftain | W. Carson           | J. Dunlop            | D.R. Hunnisett                 |
| 1987 | Zampano            | A. Tylicki          | H. Jentzsch          | Gestüt Bona                    |
| 1988 | Shady Heights      | W. Carson           | R. Armstrong         | G. Tong                        |
| 1989 | Turfkönig          | W. Newnes           | U. Ostmann           | Gestüt Auenquelle              |
| 1990 | Turfkönig          | G. Bocskai          | U. Ostmann           | Gestüt Auenquelle              |
| 1991 | Kartajana          | W. Mongil           | A. De Royer-Dupre    | S.A. Aga Khan                  |
| 1992 | Kooyonga           | W.J. O’Connor       | M. Kauntze           | M. Hagen                       |
| 1993 | Market Booster     | M.J. Kinane         | D.K. Weld            | Myglare Stud Farm              |
| 1994 | Vincenzo           | R. Morse            | G. Ording            | Stall Nordpol                  |
| 1995 | Germany            | L. Dettori          | B. Schütz            | J. Abdullah                    |
| 1996 | Timarida           | J.P. Murtagh        | John Oxx             | H.H. Aga Khan                  |
| 1997 | Oxalagu            | A. Starke           | Bruno Schütz         | Gestüt Rietberg                |
| 1998 | Elle Danzig        | S. Chin             | Andreas Schütz       | Gestüt Wittekindshof           |
| 1999 | Tiger Hill         | A. Suborics         | Peter Schiergen      | Georg Baron von Ullmann        |
| 2000 | Greek Dance        | J.P. Murtagh        | Sir Michael Stoute   | Lord Weinstock                 |
| 2001 | Kutub              | L. Dettori          | Saeed bin Surror     | Godolphin Management Co. Ltd.  |
| 2002 | Kaieteur           | Pat Eddery          | Brian Meehan         | Susan McCarthy                 |
| 2003 | Ransom O’War       | S.K.M. Chin         | Erika Mäder          | Stall Capricorn                |
| 2004 | Intendant          | J. Palik            | Andrea Bertram       | Ferdinand Leve                 |
| 2005 | Soldier Hollow     | W. Mongil           | Peter Schiergen      | Gestüt Park Wiedingen          |
| 2006 | Lord of England    | A. Starke           | Mario Hofer          | Stall Lucky Owner              |
| 2007 | Soldier Hollow     | A. Starke           | Peter Schiergen      | Gestüt Park Wiedingen          |
| 2008 | Linngari           | R. Moore            | Sir Michael Stoute   | R.Plersch & P. Walichnowski    |
| 2009 | Pressing           | N. Callan           | Michael Jarvis       | Gary A. Tanaka                 |
| 2010 | Lady Jane Digby    | G. Fairley          | Mark Johnston        | Kristen Rausing                |
| 2011 | Durban Thunder     | T. Hellier          | Torsten Mundry       | Stall Tinsdal                  |
| 2012 | Pastorius          | A. Starke           | Mario Hofer          | Stall Antanando                |
| 2013 | Neatico            | A. Starke           | Peter Schiergen      | Gestüt Ittlingen               |
| 2014 | Lucky Lion         | I. Mendizabal       | Andreas Löwe         | Gestüt Winterhauch             |
| 2015 | Guiliani           | F. Minarik          | Jean-P. Carvalho     | Stall Ullmann                  |
| 2016 | Elliptique         | L. Dettori          | A. Fabre             | Fam. Rothschild                |
| 2017 | Iquitos            | D. Porcu            | H.-J. Gröschel       | Stall Mulligan                 |
| 2018 | Benbatl            | Oisin Murphy        | S. bin Suroor        | Godolphin Management Co. Ltd.  |
| 2019 | Danceteria         | James Peter Spencer | D. Menuisier         | Australian Bloodstock          |
| 2020 | Barney Roy         | William Buick       | Charly Appleby       | Godolphin Management Co. Ltd.  |
| 2021 | Skalleti           | Gerald Mosse        | Jerome Reynier       | J,-Cl. Seroul                  |
| 2022 | Sammarco           | Rene Piechulek      | Peter Schiergen      | Gestüt Park Wiedingen          |
| 2023 | Nations Pride      | William Buick       | Charlie Appleby      | Godolphin Management Co. Ltd.  |
| 2024 | Calif              | Adrie de Vries      | Carlos & Yann Lerner | Victorius Racing               |

#### Großer Preis von Bayern
Sportlich ist der Große Preis von Bayern das zweite Highlight im Rennkalender der Galopprennbahn München-Riem. Seit 2012 wird er ausgetragen und ist ebenfalls ein Gruppe-I-Rennen. Trainer Jean-Pierre Carvalho konnte diesen 4 mal hintereinander gewinnen (2014–2017), 2016 und 2017 sogar mit dem gleichen Pferd, Stall Ullmanns Guignol. Filip Minarik ist nicht nur der erste Siegjockey des Großen Preis von Bayern, sondern bis heute auch Rekordjockey mit 4 Siegen (2012, 2014, 2015 und 2017). Die Allianz hat im Jahr 2020 das Namenspatronat übernommen, seitdem heißt das Rennen Großer Allianz Preis von Bayern.

##### Siegerliste Großer Preis von Bayern
| Jahr | Pferd       | Jockey               | Trainer              | Besitzer                         |
| 2012 | Temida      | F. Minarik           | Miltcho Mintchev     | Litex Commerce AD                |
| 2013 | Seismos     | A. Atzeni            | Andreas Wöhler       | Gestüt Karlshof                  |
| 2014 | Ivanhowe    | F. Minarik           | Jean-Pierre Carvalho | Gestüt Schlenderhan              |
| 2015 | Ito         | F. Minarik           | Jean-Pierre Carvalho | Gestüt Schlenderhan              |
| 2016 | Guignol     | Michael Cadeddu      | Jean-Pierre Carvalho | Stall Ullmann                    |
| 2017 | Guignol     | F. Minarik           | Jean-Pierre Carvalho | Stall Ullmann                    |
| 2018 | Iquitos     | Eddy Hardouin        | H.-J. Gröschel       | Stall Mulligan                   |
| 2019 | Nancho      | Bayarsaikhan Ganbat  | Gabor Maronka        | Intergaj                         |
| 2020 | Sunny Queen | Rene Piechulek       | Henk Grewe           | Clayton Park Stud Ltd.           |
| 2021 | Alpinista   | Luke Morris          | Sir Mark Prescott    | Kirsten Rausing                  |
| 2022 | Tünnes      | Bauyrzhan Murzabayev | Peter Schiergen      | Holger Renz                      |
| 2023 | Junko       | Bauyrzhan Murzabayev | André Fabre          | J.Wertheimer et Frêre/Frankreich |
| 2024 | Assistent   | Thore Hammer-Hansen  | Henk Grewe           | Eckhard Sauren                   |

### Gruppe-III-Rennen

#### Bavarian Classic
Der oben genannte Hertie-Preis ist heutzutage das Gruppe-III-Rennen Bavarian Classic, das zum Beginn der Saison ausgetragen wird. Damals wie heute ist das Rennen ein Fingerzeig in Richtung Deutsches Derby, denn einige Sieger des Rennens konnten später in der Saison auch das Derby in Hamburg für sich entscheiden. Acatenago (1985), Samun (2000) und Monsun sind nur einige wenige hochkarätige Namen, die den Hertie-Preis bzw. den Bavarian Classic gewinnen konnten. 2022 belegte Sammarco, der spätere Derby-Gewinner und Sieger im Großen Dallmayr-Preis Platz 2.

## Renntage 2025
Im Jahr 2025 werden wieder 9 Renntage ausgetragen. Die Termine 2025 sind:
21.04.2025 - Osterrentag
01.05.2025 - wettstar.de Bavarian Classic - Gruppe-III
17.05.2025
23.06.2025 - Häusler-Afterwork-Renntag
27.07.2025 - Großer Dallmayr-Preis - Gruppe-I
09.08.2025 - Sommer-Renntag
18.09.2025 - Wiesn-Afterwork-Renntag
25.10.2025
08.11.2025 - Großer Allianz Preis von Bayern - Gruppe-I

## Trivia
Im Film Crazy – total verrückt von 1973 wird in einer Sequenz ein Pferderennen und die Galopprennbahn Riem gezeigt, als einer der Hauptdarsteller (gespielt von Georg Thomalla) einen Geldbetrag gewinnt.
In der Krimireihe „München Mord“ spielt die Galopprennbahn Riem eine Rolle in den Schlussszenen der im Februar 2024 ausgestrahlten Folge „A saisonale G'schicht“.